# 小霍頓·H·霍布斯
小霍頓·霍爾科姆·霍布斯（英語：Horton Holcombe Hobbs Jr.，1914年3月29日—1994年3月22日）是一名美國分類學家和甲殼動物學家，專門研究淡水十足目動物。他也是一位能幹的藝術家、音樂家、廚師和植物學家。
霍布斯於1914年3月29日出生於佛羅里達州阿拉楚阿郡。他在佛羅里達大學獲得博士學位，並在該校任教至1946年，之後轉到維吉尼亞大學，擔任山湖生物站站長四年。1957年，他到美國國家博物館擔任動物學部總策展人，兩年後被任命為美國國立自然史博物館無脊椎動物學部的資深科學家，直到1984年退休。
霍布斯總共描述了286種生物、38個屬和亞屬，以及一個新科，即蝲蛄科。他的工作大大增加了人們對螯蝦生物學的認識，他撰寫或合著了超過40%已被認定的北美螯蝦品種因此，霍布斯因其數十年的研究成果而被同事們稱為「螯蝦老人」。
霍布斯於1994年3月22日死於心臟病，享年79歲。

## 外部連結
- Oral history interview with Horton H. Hobbs, Jr. 1976 from the Smithsonian Institution Archives